# Luis López Piquer

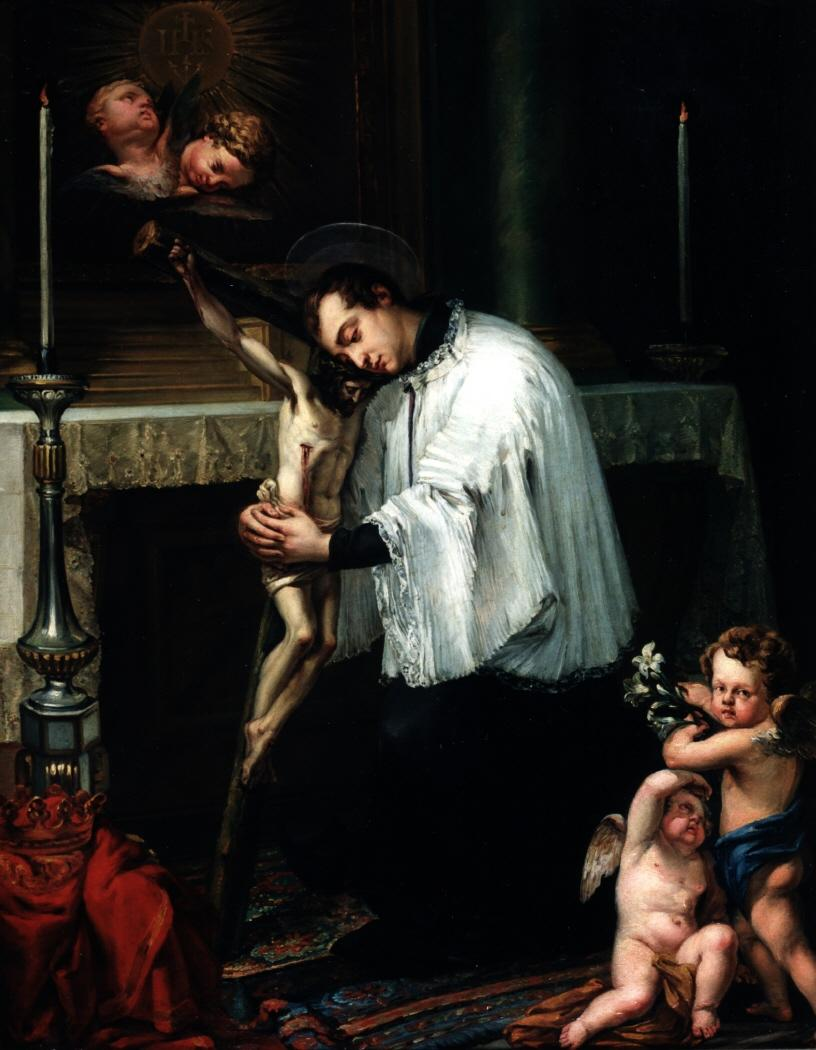
San Luis Gonzaga abrazando el Crucifijo, óleo sobre lienzo, 85,70 x 65 cm, Madrid, Museo Lázaro Galdiano.

Luis López Piquer fue un pintor español nacido en Valencia el 21 de octubre de 1802 y fallecido en Madrid el 5 de junio de 1865, hijo del famoso pintor Vicente López Portaña y hermano del también pintor Bernardo López Piquer. 

## Biografía
Aprovechando la influencia de su padre, Vicente López, primer pintor de cámara de Fernando VII, presenta con 19 años un cuadro en la Academia de San Fernando, San Pedro y el paralítico. En 1825 ingresó como miembro de dicha Academia. Abiertas por la influencia paterna las puertas de palacio, realiza La Presentación de la Virgen, por encargo de la reina María Josefa Amalia de Sajonia para ser donado a la iglesia de San Antonio de Aranjuez, así como dos bóvedas al fresco del Palacio Real representando Las virtudes en el hombre público y Juno en la mansión de los sueños. Trabajó en diversos monumentos eclesiásticos como la iglesia de Castromocho de Palencía o el convento de las Salesas de Orihuela. Más tarde, hacia 1830, fue a Roma becado por el rey. La beca le fue suprimida a la muerte de Fernando VII. Durante los problemas sucesorios que ocurrieron a la muerte del rey, Luis López se alineó en un principio con la causa carlista. Casado con una francesa, se establece en París. Durante este tiempo participa en el Salón de París en 1842 presentando dos obras, una Inmaculada y un retrato. También participa en la exposición de la Academia de Madrid con una alegoría del fallecido Príncipe de Asturias. Al año siguiente repitió en la exposición de la Academia, esta vez con un retrato del rey Francisco de Asís. Su obra más conocida le fue encargada por el Senado; se trata de La Coronación de Quintana.